# 囍滙

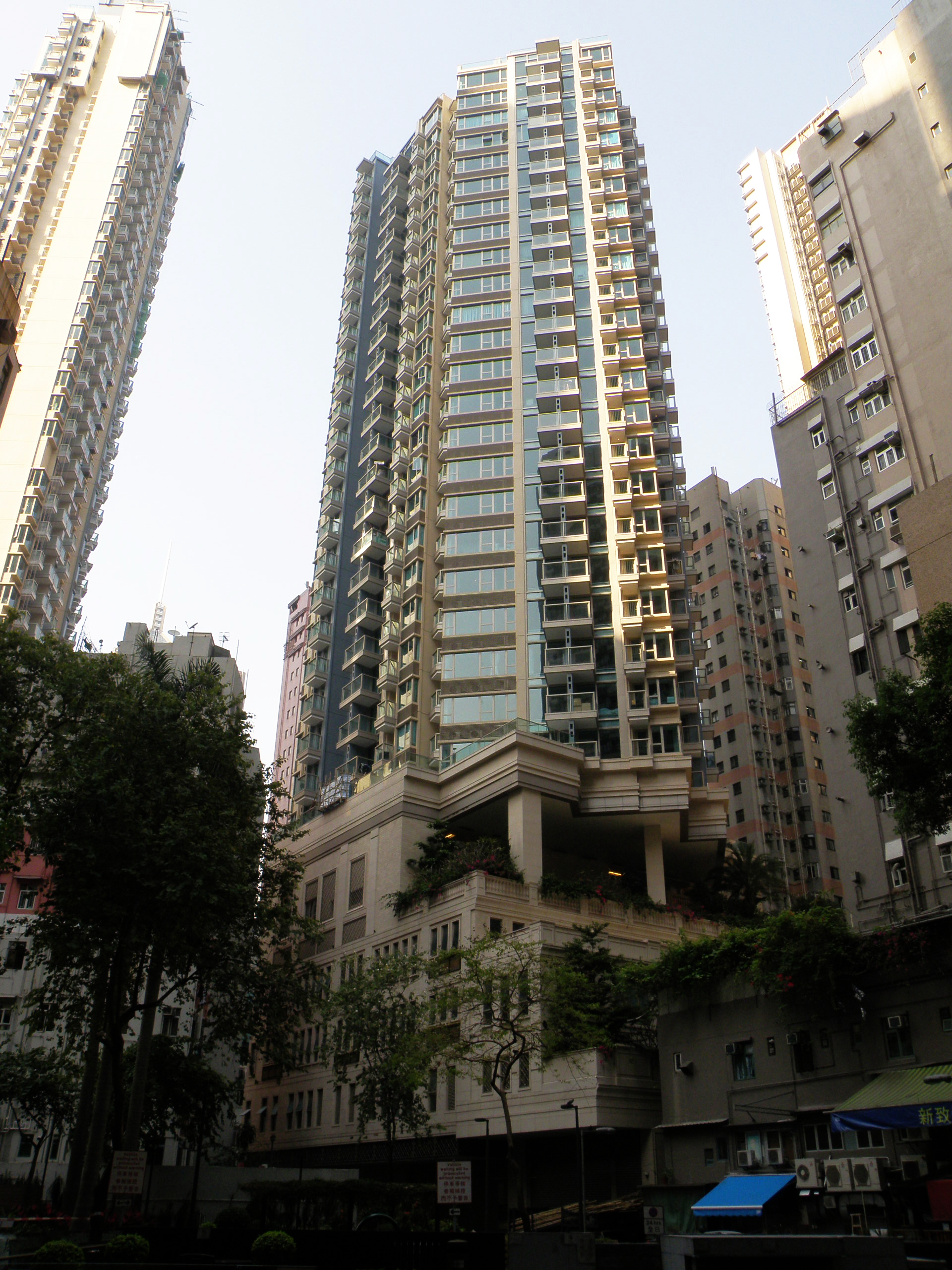
囍滙1期

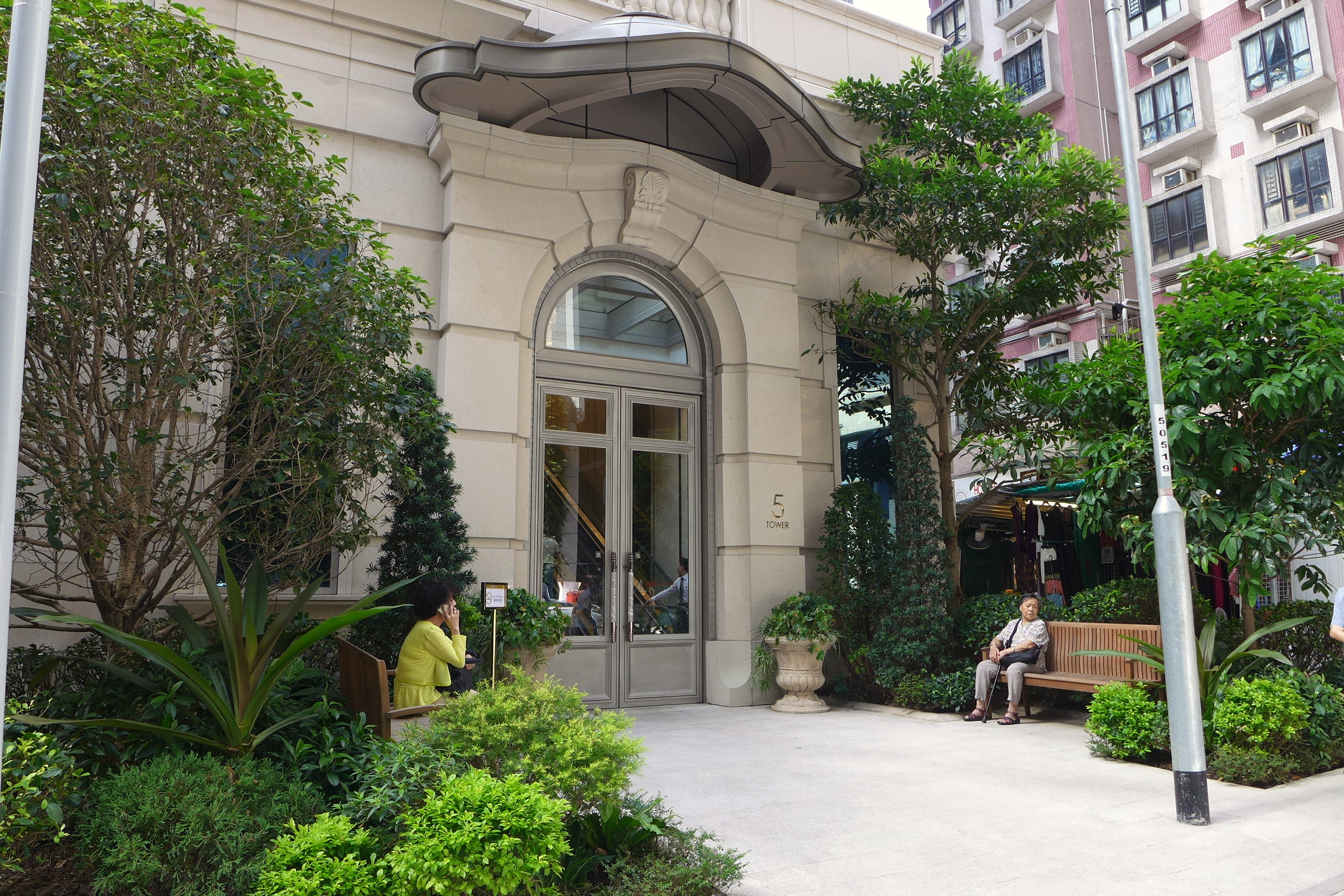
囍滙第1期入口

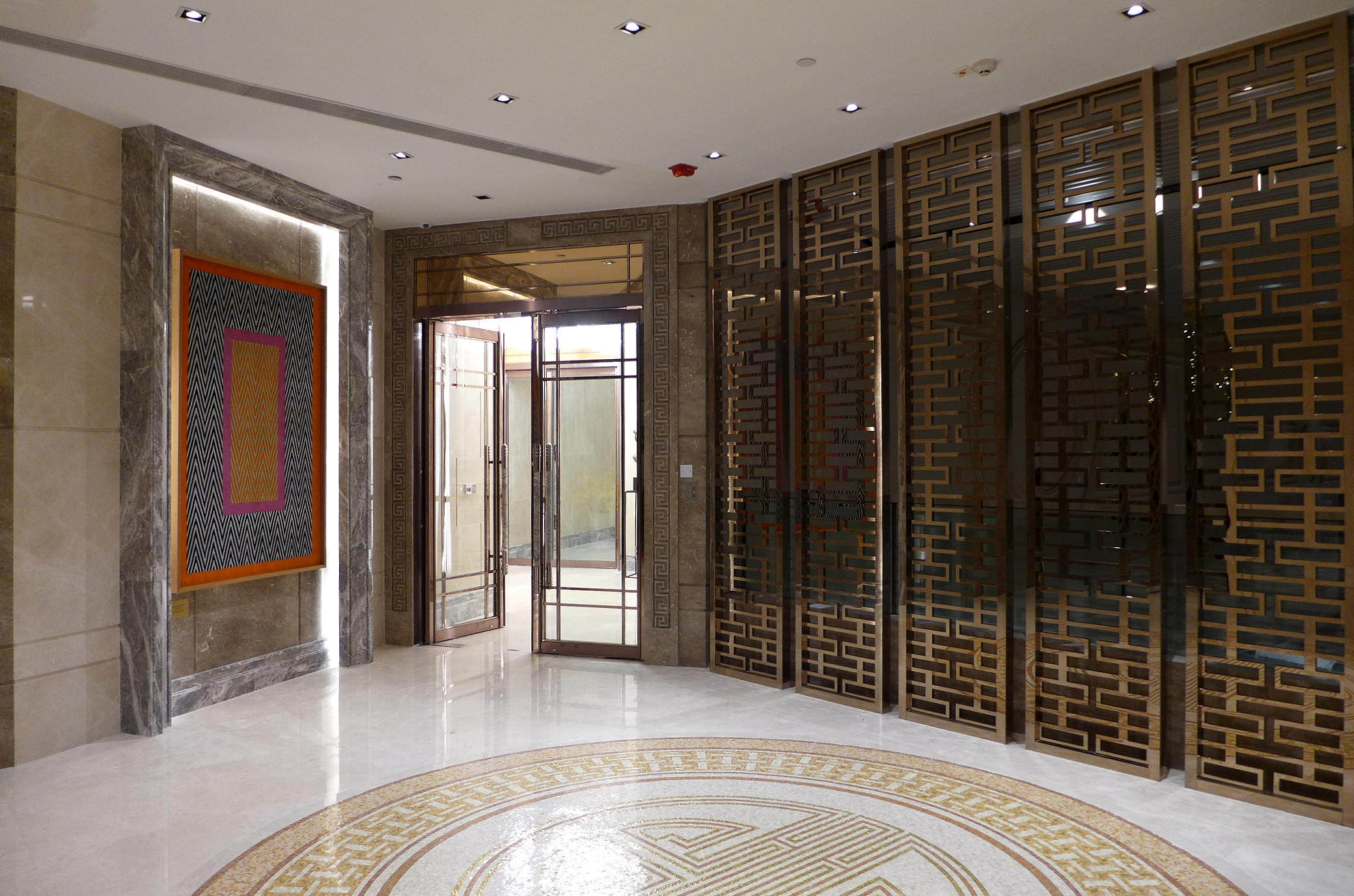
囍匯2期第3座入口

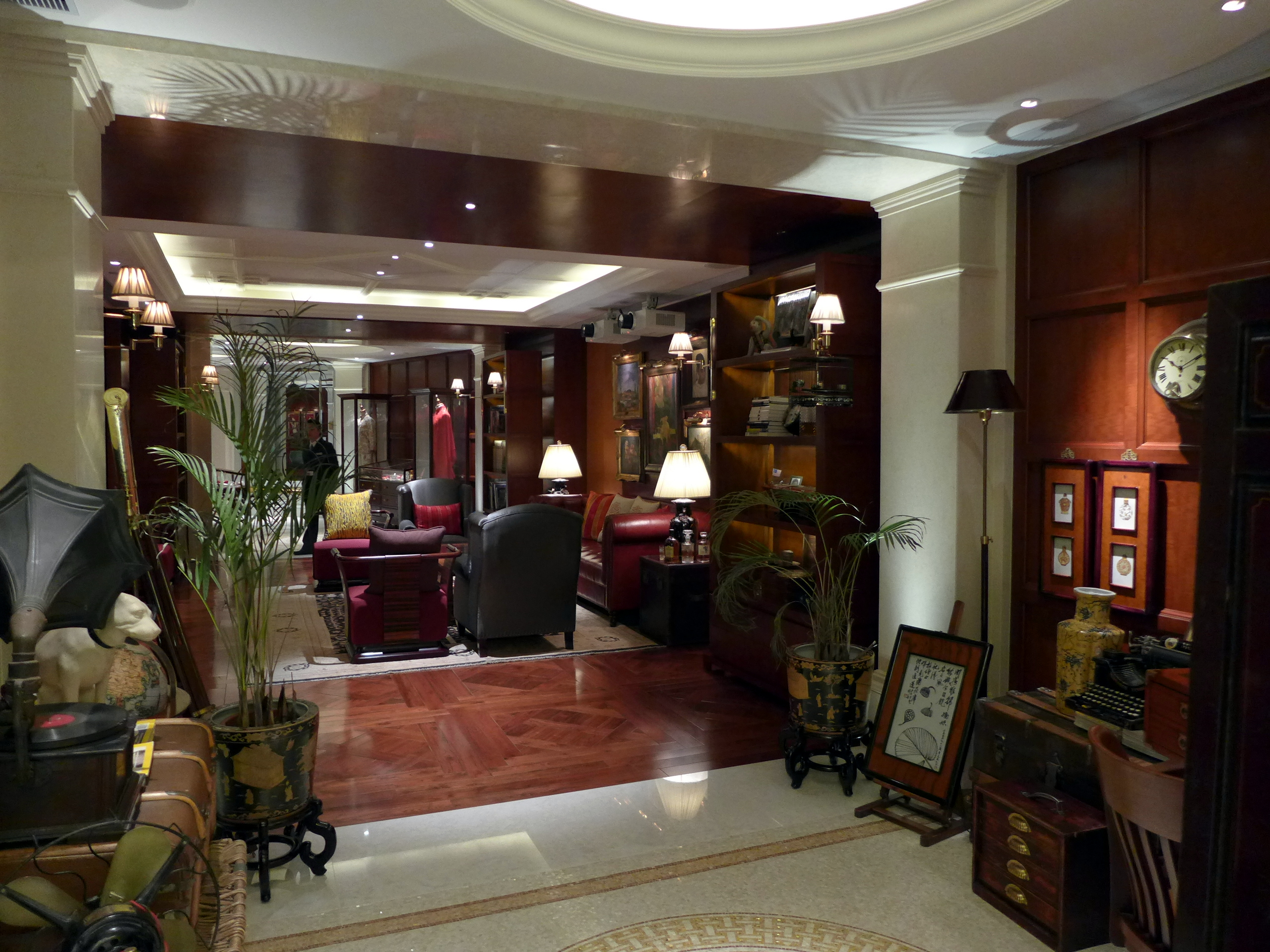
囍滙示範單位模擬日後住客會所環境

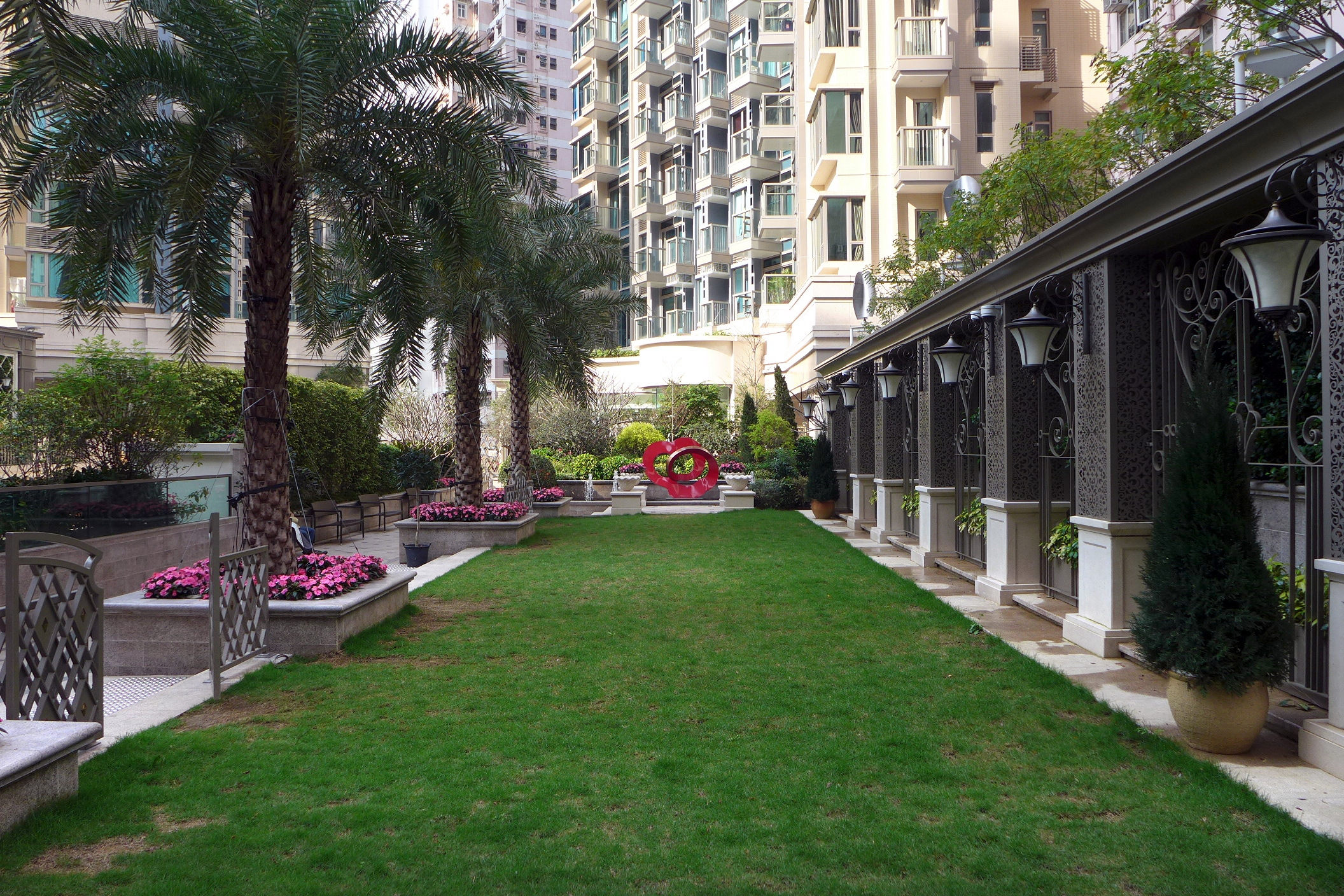
利東街商場公共空間設於5樓天台，只有一部升降機讓公眾到達，非常隱蔽

囍滙（英語：The Avenue）位於香港香港島灣仔皇后大道東200號，發展商為信和置業、合和實業和市區重建局。囍滙入伙日期由2014年開始。
項目前身為利東街，現發展包括4幢住宅樓面面積約731,000平方呎，合共提供1,275伙單位，並分2期推出。第1期涉項目其中1座，2期由其餘3座組成，整個項目由呂元祥建築師事務所設計。

## 歷史
囍滙前身為多座唐樓，自50年代起，曾是香港的著名印刷品製作及門市集中地，尤其以印刷喜帖著名，俗稱喜帖街。到2005年，因市區重建計劃，由時任發展局局長林鄭月娥女士主持「清場」，展開清拆及招標工作，並收回利東街的業權。而利東街於2010年2月25日凌晨零時起封閉。
2006年，市區重建局向灣仔區議會提交發展藍圖，聲稱採納H15關注組的「啞鈴」重建方案，將樓高20至40層的4座新住宅大樓，如「啞鈴」般分佈在利東街南北兩端入口，避免形成「屏風」效應。4座住宅的總建築樓面達78.5萬平方呎，提供1415個面積約600平方呎的中小型單位。市建局並計劃把利東街變成100米的購物步行街，街道中央則重建成樓高4層的低座商場建築群，約10萬平方呎的商業樓面將劃分成約100間樓上舖和40間地舖，並聲稱讓不同特色的街舖自由入主經營，昔日喜帖街的印帖商戶日後可再入標，重返囍帖街經營（但並無保證原租戶有優先權）。而項目內共有3個共3.2萬平方呎的休憩廣場，改善區內綠化和通風。市區重建局的方案，和H15關注組提出的啞鈴方案的最大分別，是市區重建局並沒有把關注組重視的「樓換樓，舖換舖」原則納入其中。
2009年6月，市建局公布利東街重建項目招標結果，最後由信和置業及合和實業合作奪標。項目於2010年5月動工。
2014年12月，信置與理大合作，研發第2代大廈水力發電系統，產電量較第一代多6倍，該公司旗下灣仔囍匯，將成全球首個採用大廈水力發電系統的樓盤。
其中2期率先於2013年11月末開售，發展商推出首張價單，涉及220伙，平均實用呎價22,738，最低售價為610.3萬。項目是樓花預售。囍滙分佔銷售收益（扣除市建局份額）為港幣50.59億元（1,268個單位或645,000平方呎）

## 住宅

### 第1期
第1期 位於太原街及交加街交界，提供1座30層的商住大廈，提供179伙單位，六成為兩房，其餘為1房及3房。在2014年5月落成。

### 第2期
第2期提供1096伙單位，分為3座，樓高38至48層。單位面積約330至1,100多方呎，一房單位佔總供應約五成，當中可細分為1房、1房及儲物室兩類，劃一採用開放式廚房設計。其餘包括開放式和兩房戶，以及69伙特色單位，包括平台戶及複式等，間隔由開放式至4房（連3套）及儲物室加儲物室連廁所俱備，實用面積介乎338至2,472呎。
第2期在2015年12月入伙。標準戶每呎管理費3.51至3.85元，特色戶每呎管理費3.63至4.4元。

## 住客會所
囍匯設有5萬方呎會所 Club Orient，設施包括保齡球場、24小時健身室、室內水力按摩池、室外泳池、休閒雅座及戶外酒吧區等。永隆管理有限公司負責物業管理。

## 興建圖片

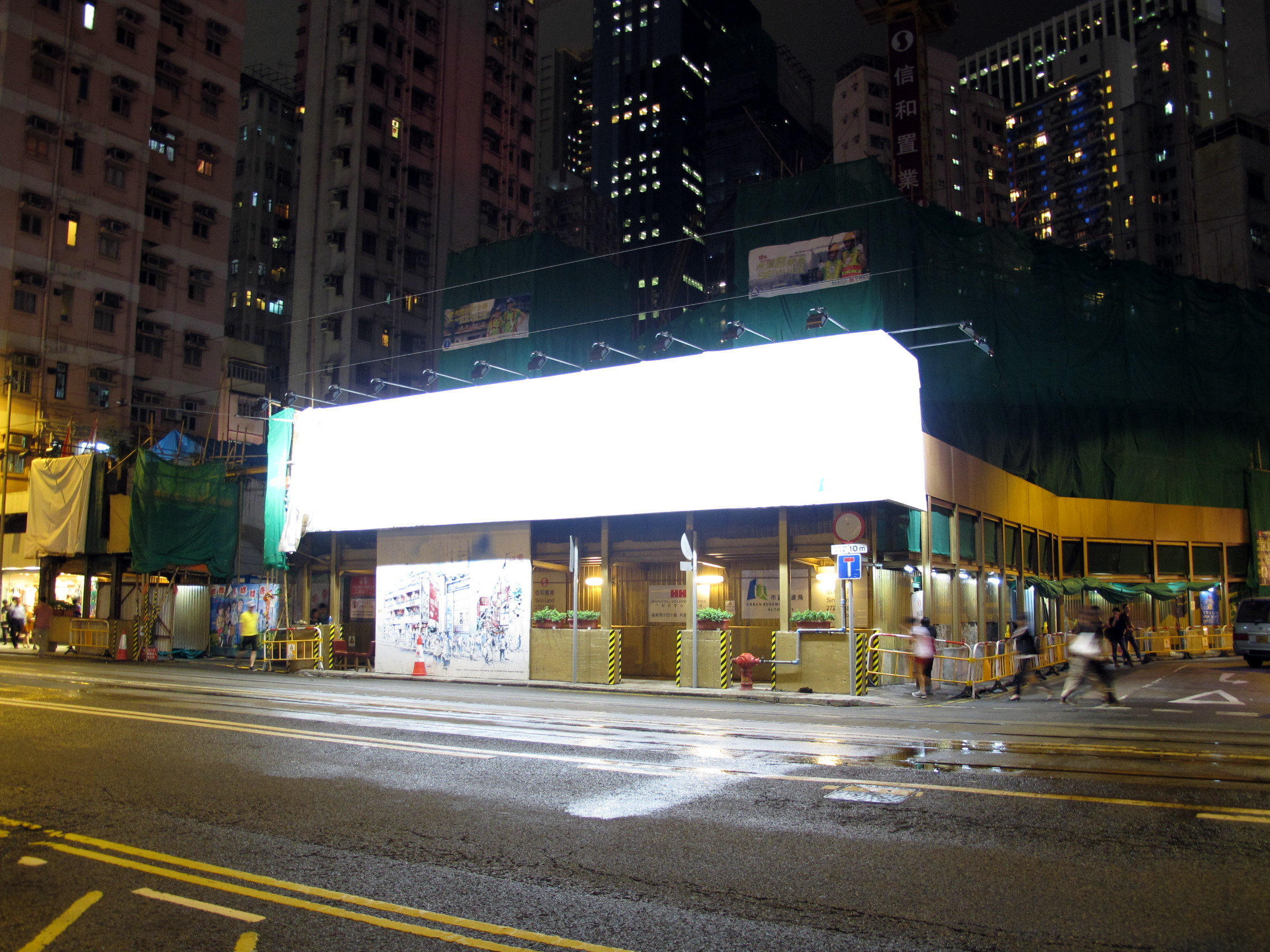
囍匯二期（2012年5月）
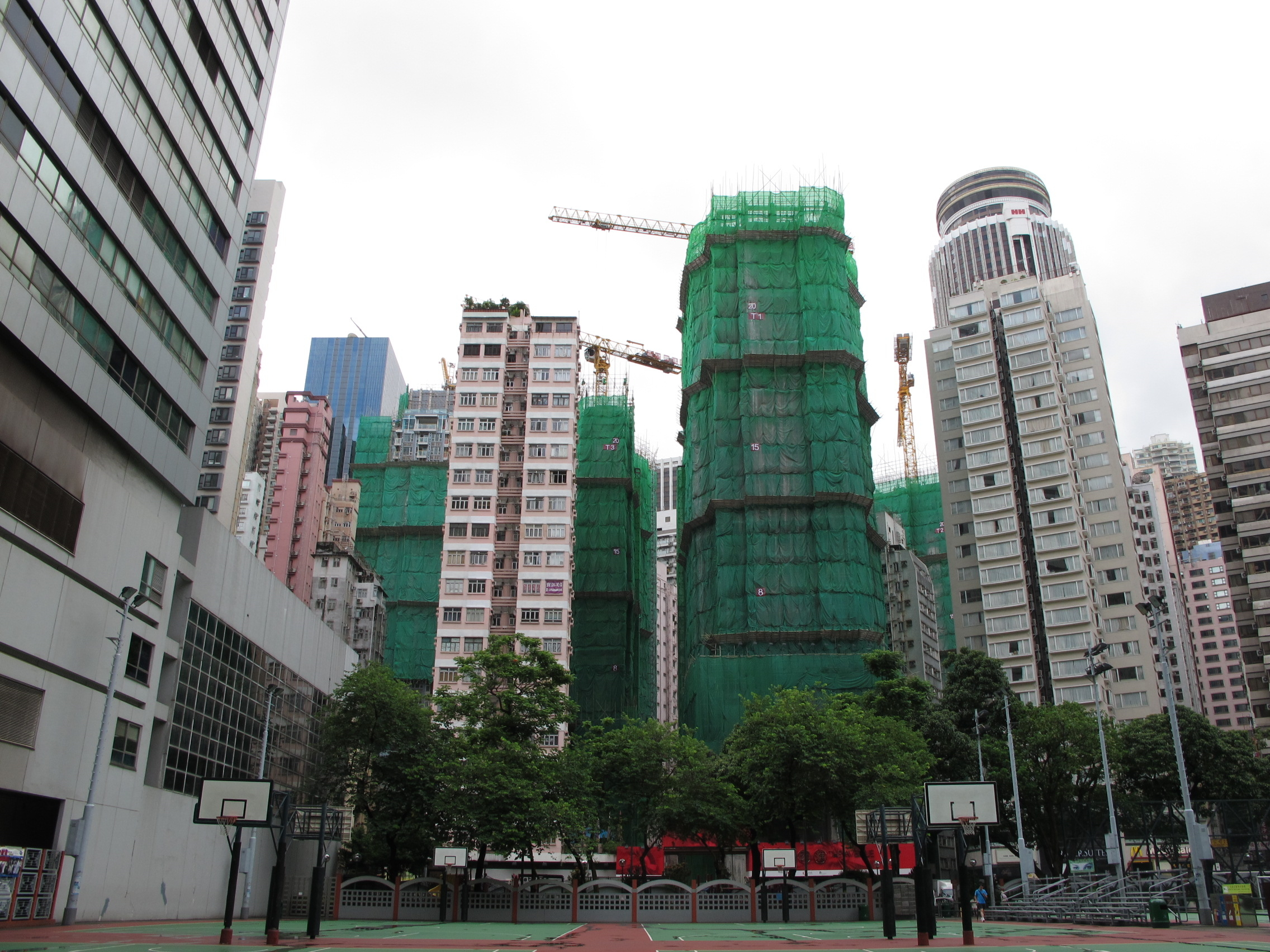
囍匯二期（2013年8月）
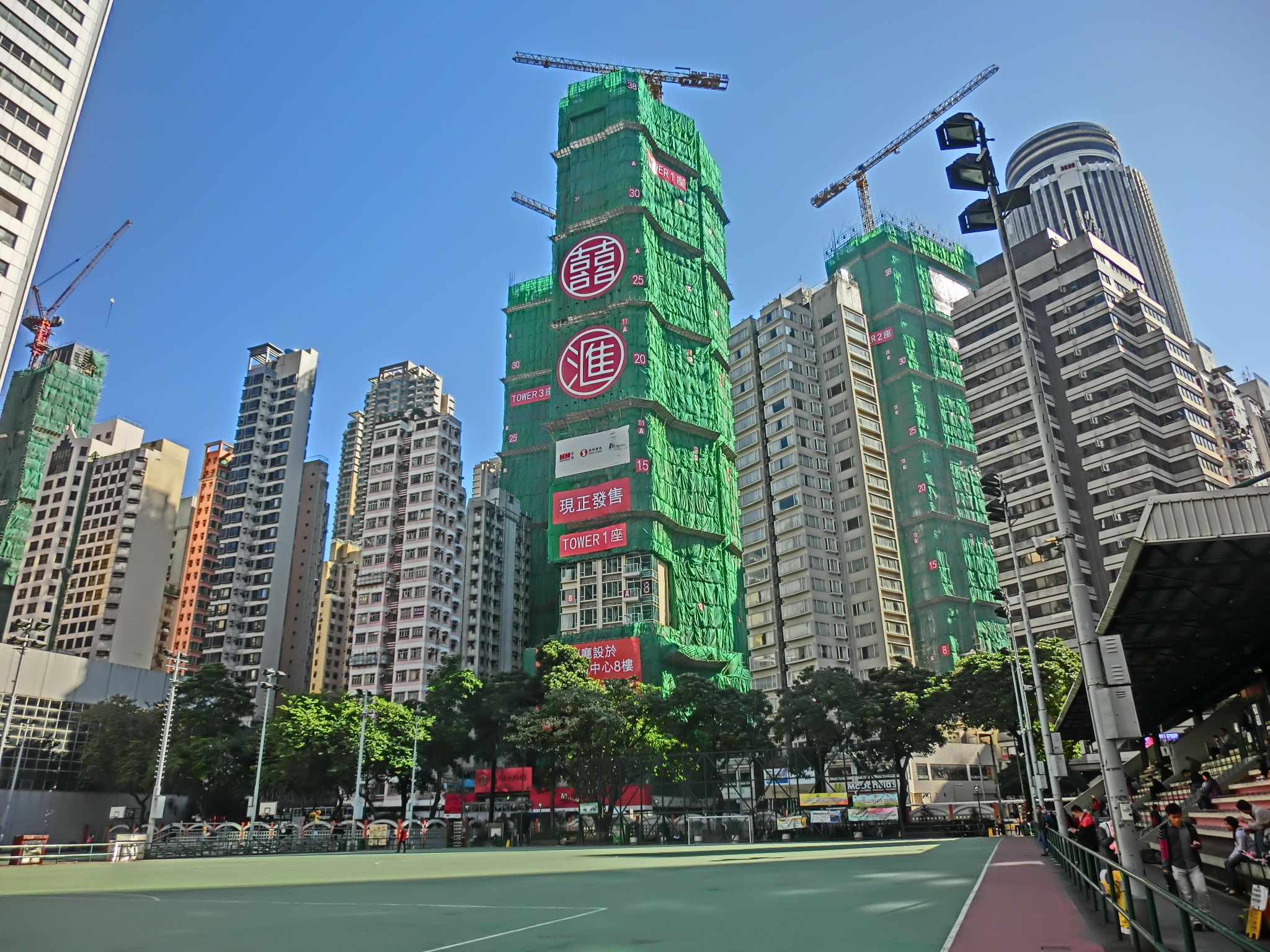
囍匯二期（2013年12月）
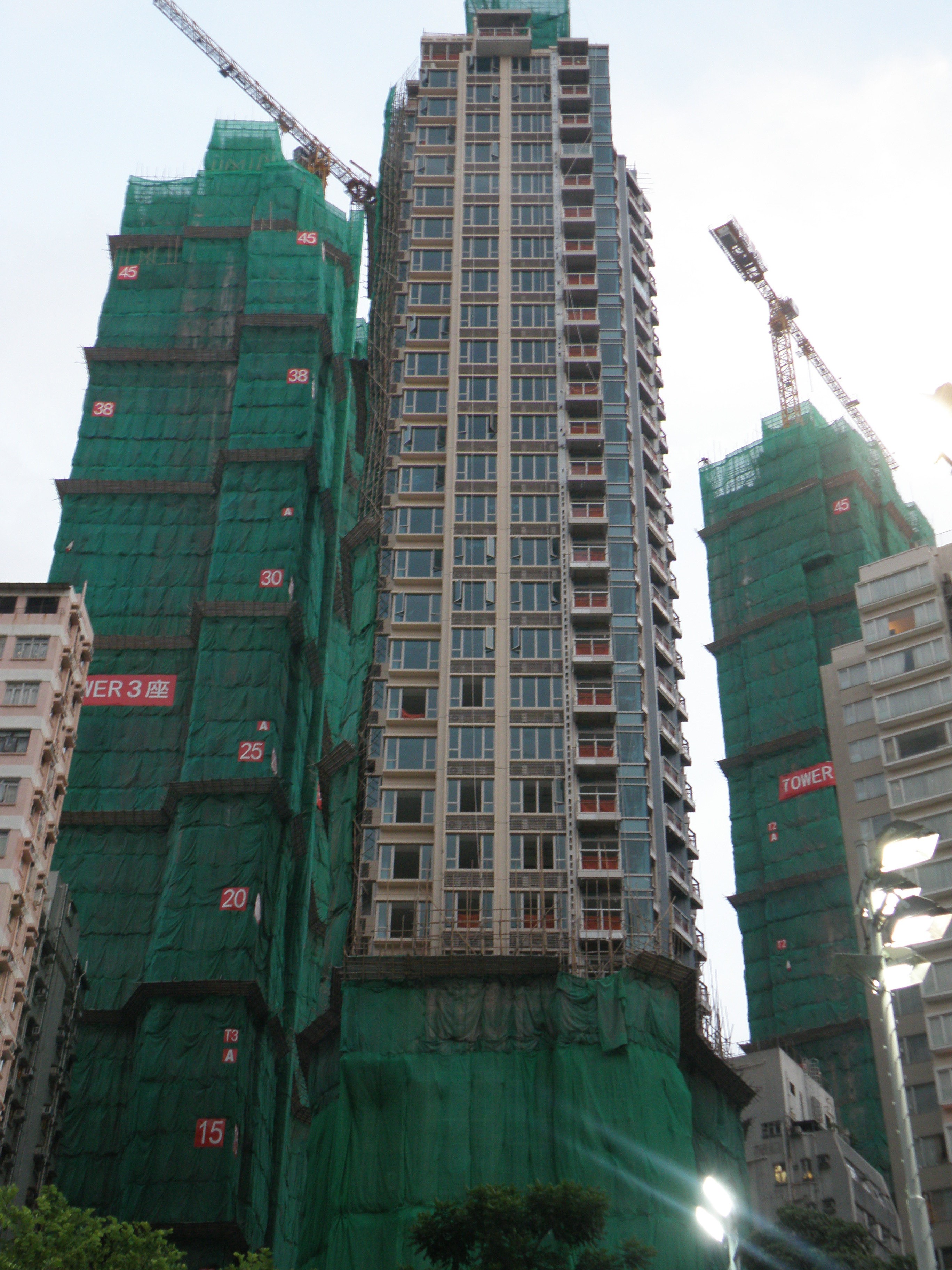
囍匯二期（2014年8月）
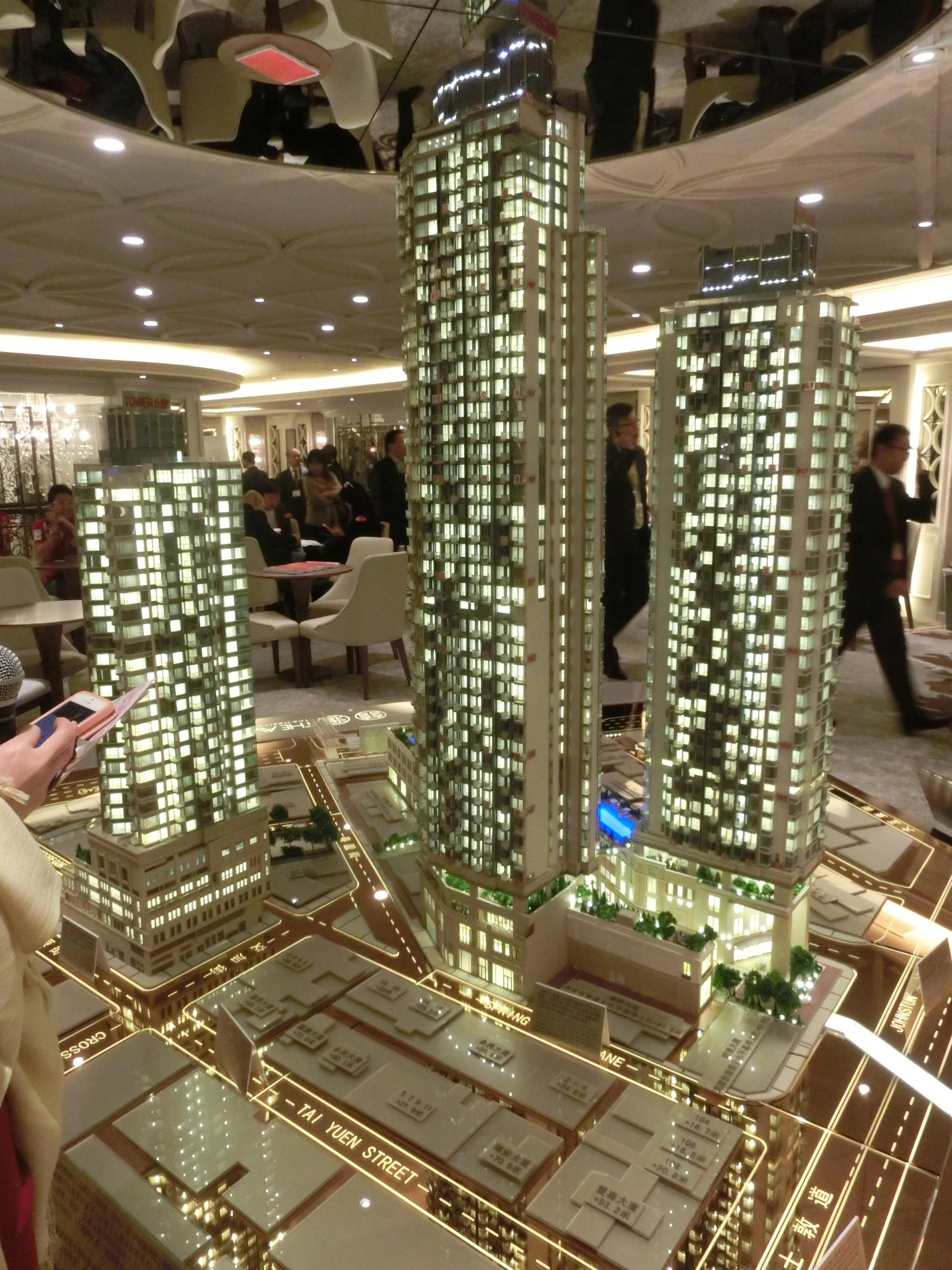
住宅模型

## 商場

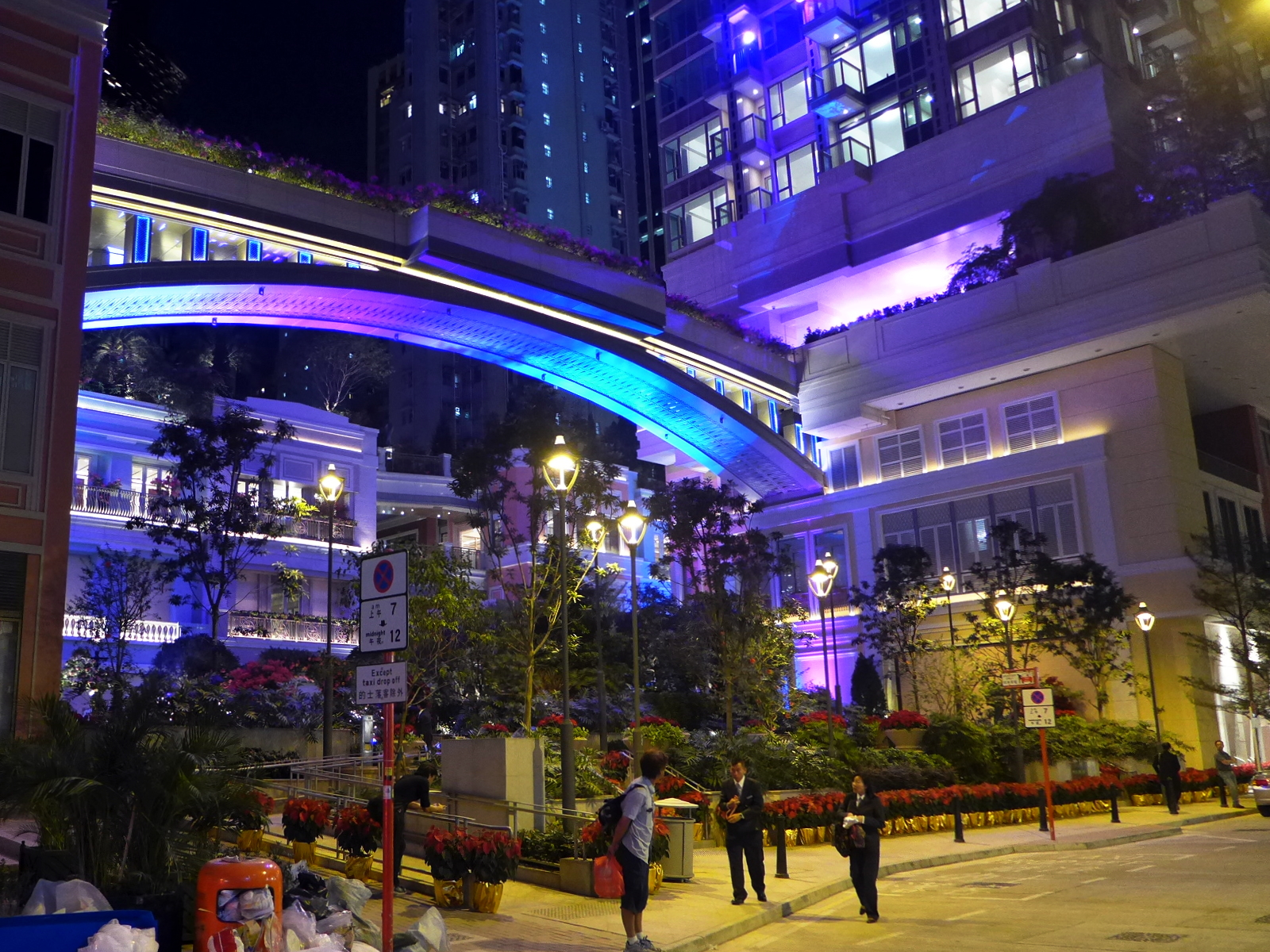
利東街採用仿歐陸風格設計

基座設商場部分，命名為利東街（Lee Tung Avenue），商場共3層高，提供10萬平方呎樓面，包括地庫、地下及1樓，舖位面積由最細100平方呎，至約1萬平方呎，共設70間舖位，並設4間複式舖，料招攬品牌開設旗艦店。地面提供逾170米長的綠化林蔭大道。項目將以中西合璧、新舊交融為發展方向，對灣仔的傳統建築特色予以保留，建築上採用灣仔特色的窗花及舊香港戰前階磚等。預計商場的目標客群中，本地客將佔8成，遊客佔兩成，商場將在2016年初正式開幕。
另地盤範圍內被評為3級歷史建築物的3幢唐樓，亦會保育作為文化館及商舖等。
租客類型上，梁庇世稱，項目為保留昔日嫁囍用品集中地喜帖街特色，故會招攬與婚嫁相關的租戶如中式餐飲、花店及珠寶店等，並會搜尋暫未在本港開店的外國品牌，以增加新鮮感。商場佔75%為零售，主要為與婚嫁有關的店舖，餘下25%主要作餐飲業。被問到意向租金，發展商則未有透露。囍匯發展項目的商場收益，將由市建局與發展商按四六之比攤分。該項目商業用地約8.6萬方呎，若以目前市值，每月呎租約300元推算，商場每月租金收入約2,580萬元，市建局可獲當中四成，每月1,032萬元，一年賺取租金1.24億元。
到2015年10月26日，發展商之一，合和實業透露將放棄囍歡里此名稱，起用回原名利東街，但無解釋改名原因，在2015年12月至2016年中陸續開店。

## 公共設施
第1期項目基座地下至1樓為垃圾收集站，2-3樓為老人院舍連同社區支援服務中心。第2期項目基座1-3樓需設公共廁所，亦設多個公眾休憩空間，以作為重置。包括整條利東街、第1座與第2座的入口廣場、以至第3座5樓平台部份範圍。

## 交通
地庫設一條地下行人隧道連接至港鐵灣仔站，在2017年12月22日啟用，而附近街道亦有電車、多條巴士、小巴路線途經，可前往港九新界各區。

## 著名業主
- 蔡少芬：香港女演員及兼職女模特兒，前無綫電視女藝員
- 蔡一智：香港男歌手、男演員、填詞人、作曲家、電視節目主持人
- 王馨平：香港及台灣女歌手及演員
- 黃德如：香港註冊中醫師、作家、記者、節目主持人以及主播
- 陳果：香港電影導演同獨立電影製作人
- 蔣麗萍：震雄集團蔣氏家族成員
- 史泰祖：皮膚科醫生
- 陳欽杰：慕詩國際集團主席
- 鄭明明：資深投資者

## 外部連結
- 囍滙官方網站